# Ambalika
Ambalika é uma personagem da mitologia hindu. No épico Mahabharata, Ambalika (sânscrito: अम्बालिका, ambālikā) é filha de Caxia, o Rei de Caxi. A jovem viúva de Vichitraviria, Rei de Hastinapur, é também mãe de Pandu de acordo com Viasa.

Bixma raptando as princesas Amba, Ambika e Ambalika da reunião de pretendentes em seu Suaianvara

## Lenda
Junto com as suas irmãs, Amba e Ambika, Ambalika foi tirada à força por Bixma de seu Suaianvara, a última tendo desafiado e derrotado a realeza reunida. Ele os apresentou a Satiavati para casamento com Vichitraviria. Ambalika e sua irmã passaram sete anos na companhia do marido. Vichitraviria foi afetado com tese (tuberculose) e morreu da doença. 
Após a morte de Vichitraviria, sua mãe Satiavati enviou seu primogênito, Rixi Veda Viasa. Ela pediu a ele para gerar filhos nas rainhas viúvas de Vichitraviria de acordo com o costume predominante de Nioga. Veda Viasa tinha vindo de anos de intensa meditação e, como resultado, ele parecia tremendamente desleixado. Quando ele se aproximou de Ambika, ela fechou os olhos com medo. Como resultado, o cego Dritraxtra nasceu. Quando ele se aproximou de Ambalika, ela empalideceu de medo. Seu filho Pandu, o resultado da Nioga, nasceu com uma aparência pálida.
Após a morte de Pandu, Ambalika acompanhou sua sogra Satiavati e irmã Ambika para a floresta e passou o resto de seus dias em retiro espiritual. 
Amablika também é referido como Causalia no Sambava Parva quando seu filho, Pandu, morre. Depois que Kunti retorna com os cadáveres de Pandu e Madri com os cinco Pandavas, os preparativos são feitos para o funeral do casal morto. Vendo seu filho na pira funerária, "Causalia" (Ambalika) desmaia de tristeza.